# Meckenheim (Renania Settentrionale-Vestfalia)
Meckenheim è una città del Renania Settentrionale-Vestfalia, in Germania.
Appartiene al distretto governativo (Regierungsbezirk) di Colonia e al circondario (Kreis) del Reno-Sieg (targa SU).
Meckenheim si fregia del titolo di "Media città di circondario" (Mittlere kreisangehörige Stadt).

## Geografia antropica

### Suddivisioni amministrative
Meckenheim si divide in 5 zone, corrispondenti all'area urbana e a 4 frazioni (Ortsteil):
- Meckenheim (area urbana)
- Altendorf
- Ersdorf
- Lüftelberg
- Merl

## Amministrazione

### Gemellaggi
Meckenheim è gemellata con:
- Le Mée-sur-Seine, dal 1988
- Bernau bei Berlin, dal 1990
- Pozoblanco, dal 2018